# Gustav-linjen
Gustav-linjen var en række tyske militære forsvarsværker i Italien bygget under Felttoget i Italien under 2. verdenskrig af Organisation Todt. Hovedlinjen gik tværs over Italien fra nord for Garigliano-flodens udløb i det Tyrrhenske hav i vest, gennem Appenninerne-bjergene til udmundingen af Sangro-floden ved Adriaterhavet i øst. Midten i linjen, hvor den krydsede den største vej til Rom (Hovedvej 6), som gik igennem Liri-dalen, der var omgivet af bjerge, lå byen Cassino med Monte Cassino med et gammelt kloster på bjergtoppen, og som forsvarerne kunne bruge som udkigspost, da de kunne se over Liri-dalen. På vestsiden af Appenninerne var to underlinjer: Bernhardt-linjen foran hovedstillingen og Hitler-linjen 8 km nord. Gustavlinjen var forsvaret med skyttestillinger, betonbunkere med forstærkede maskingeværstillinger, pigtråd og minefelter. Det var den stærkeste af de tyske forsvarslinjer syd for Rom. Linjen var bemandet med 15 tyske divisioner. De allierede brugte fra midten af november 1943 til slutningen af maj 1944 på at kæmpe sig gennem Gustavlinjens forhindringer.

## Bøger
- Ukendt (1945). CMH Online bookshelves: Fifth Army at the Winter Line 15 November 1943 - 15 January 1944. Washington: US Army Center of Military History. CMH Pub 100-9.
- Ukendt (1944). CMH Online bookshelves: From the Volturno to the Winter Line 6 October-15 November 1943. Washington: US Army Center of Military History. CMH Pub 100-8.
- Col. Kenneth V. Smith (1944). CMH Online bookshelves: WWII Campaigns, Naples-Foggia 9 September 1943-21 January 1944. Washington: US Army Center of Military History. CMH Pub 72-17.
- Gerhard Muhm : German Tactics in the Italian Campaign , http://www.larchivio.org/xoom/gerhardmuhm2.htm Arkiveret 27. september 2007 hos  Wayback Machine
- Gerhard Muhm : La Tattica tedesca nella Campagna d'Italia, in Linea Gotica avanposto dei Balcani, (Hrsg.) Amedeo Montemaggi – Edizioni Civitas, Roma 1993
- Field Marshall Lord Carver (2001). The Imperial War Museum Book of the War in Italy 1943-1945. London: Sidgwick & Jackson. ISBN 0 330 48230 0.

### Multimedia
- (engelsk) CBC Archives CBC Radio reporter fra Gustav-linjen den 14. maj 1944.

41°30′N 13°48′Ø / 41.5°N 13.8°Ø